# Мазл-тов (театр)
Киевский еврейский театр-студия «Мазл тов» — еврейский театр был основан в советском Киеве и функционировал на Украине. Театр был лауреатом различных международных фестивалей. Коллектив театра насчитывал более шести десятков человек, и в 1993 году ряд деятелей театра были удостоены почётных званий Украины. Из-за отсутствия средств театр был вынужден закрыться.

## История
Театр был создан в 1988 году в Киеве (УССР) Георгием Мельским как разножанровый театр (композиции были как на еврейские, так и на украинские и другие темы). Значимый вклад в создание и становление театра так же внесла актриса ГОСЕТ Мария Ефимовна Котлярова. Репетиции театра проходили с начала 1989 года. Первый спектакль режиссёра М. Бакри был «Швер цу зайн а ид» («Трудно быть евреем») по Шолом-Алейхему.
Театр гастролировал по разным странам, среди них: Израиль, Канада, Австралия, Германия, Аргентина.
На VIII международном фестивале в Мюнхене театральная картина Ю. Хащеватского «Всё хорошо…» завоевала Гран-при.

### Труппа
- Художественный руководитель:
  - Георгий Дмитриевич Мельский
- Главный балетмейстер:
  - Алла Давыдовна Рубина (1990—1996)[3]
- Заведующий труппой театра:
  - Светлана Алексеевна Барандич (1989—1992) — актриса драматического театра высшей категории, заведующая труппой театра[4].
- Музыкальный руководитель (главный дирижёр):
  - Арнольд Святогоров.
- Актёры:
  - Попко Владислав (1988—1997)
  - Милена Бурд (1988—1996)[5]
  - Александр Вячеславович Вилков (II) (1991—1999)[6]
  - Виктория Спесивцева[7]

### Закрытие
За всю историю существования театр не получал поддержки государства ни в виде субсидий, ни в виде выделения помещения. Существовать только за счёт доходов от спектаклей и гастрольной деятельности было невозможно. Последним моментом стало то, что во время гастролей театра в США еврейские организации не представили обещанную поддержку в виде рекламы из-за того, что в репертуаре оказалась Зонг Опера Мистер Сковорода, а консульство Украины не смогло адекватно компенсировать этого. В связи с этим в Нью-Йорке осталось более 8 тонн реквизита и декораций, на отправку которых обратно на Украину не было средств.

## См также
- Мазаль тов